# مارا زینی
مارا زینی (انگلیسی: Mara Zini؛ زادهٔ ۲۶ اکتبر ۱۹۷۹) اسکیت‌باز سرعت اهل ایتالیا است.